# Eurysternus fallaciosus
Eurysternus fallaciosus är en skalbaggsart som beskrevs av François Génier 2009. Eurysternus fallaciosus ingår i släktet Eurysternus och familjen bladhorningar. Inga underarter finns listade i Catalogue of Life.